# Order of British Columbia

Ordensband

Der Order of British Columbia ist ein ziviler Verdienstorden in der kanadischen Provinz British Columbia. Die Auszeichnung wurde am 21. April 1989 eingeführt und wird Zivilpersonen verliehen, die durch besondere Leistungen zum Wohle British Columbias aufgefallen sind. Die Zahl der jährlichen Ordensverleihungen ist nicht begrenzt. Der Vizegouverneur erhält die Auszeichnung bei der Vereidigung automatisch und ist während seiner Amtszeit gleichzeitig Kanzler des Ordens.

## Struktur und Ernennung

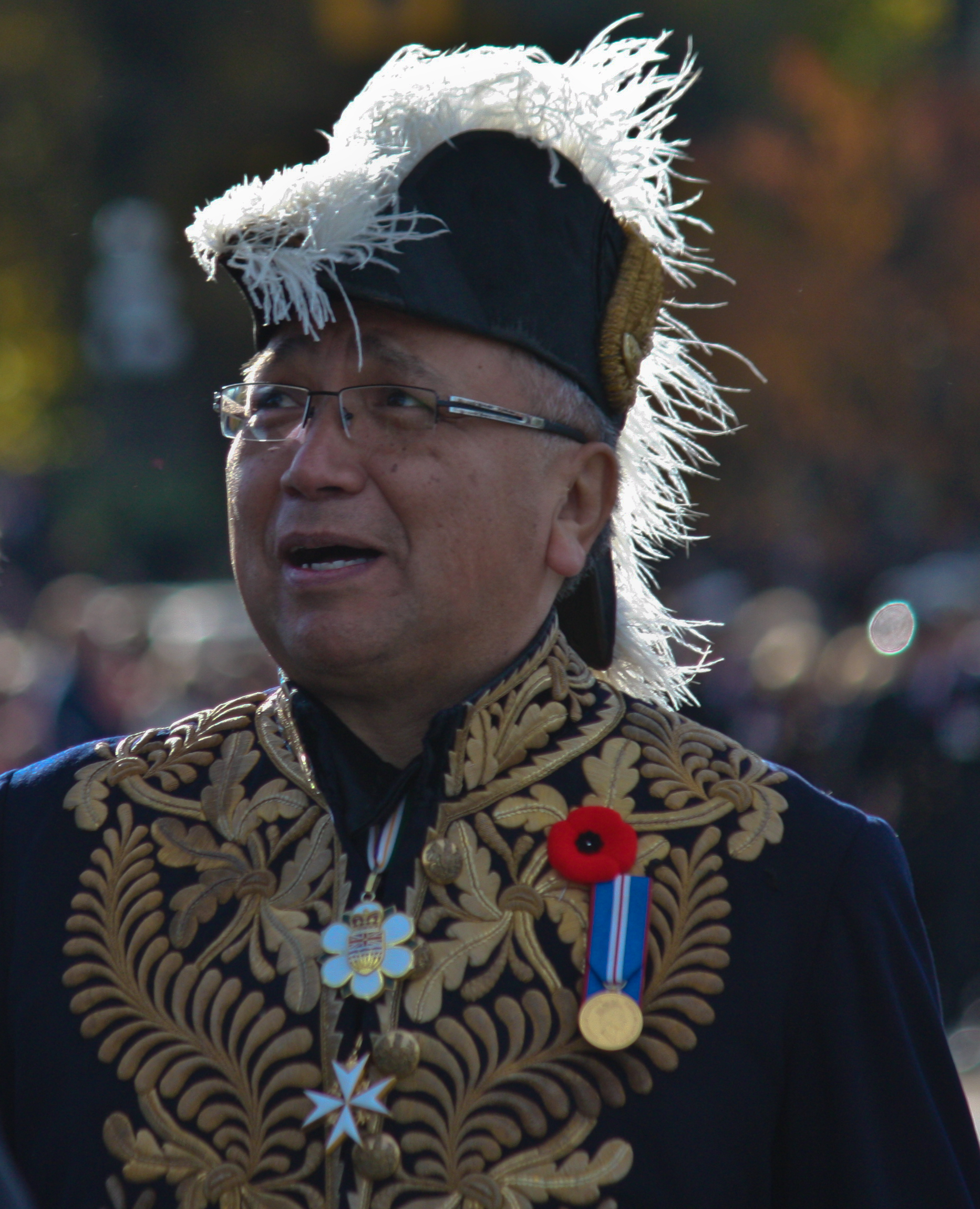
Vizegouverneur Steven Point trägt den Order of British Columbia oben in der Mitte

Mit dem Order of British Columbia, der den früheren Order of the Dogwood ablöste, sollen gegenwärtige oder ehemalige langjährige Einwohner von British Columbia ausgezeichnet werden, die sich in einem bestimmten Gebiet zum Wohle der Einwohner von British Columbia durch einen hohen Grad an Leistung und Erfolg hervorgetan haben. Ausgeschlossen sind Personen, die gegenwärtig gewähltes oder ernanntes Mitglied einer Körperschaft öffentlichen Rechts sind. Bezüglich der Zahl der Nominationen, die jedes Jahr vorgenommen werden können, bestehen keine Einschränkungen.
Der Nominationsprozess, mit dem geeignete Personen gesucht werden sollen, beginnt mit Vorschlägen der Öffentlichkeit an den Beirat des Order of British Columbia. Der Beirat besteht aus dem Präsidenten des Obersten Gerichts der Provinz, der den Vorsitz übernimmt, dem Speaker der Legislativversammlung, abwechslungsweise einem der Präsidenten der beiden staatlichen Universitäten, dem Präsidenten des Gemeindeverbandes, dem Vizeminister für Außenbeziehungen und zwei Mitgliedern des Ordens. Einmal jährlich tritt der Beirat zusammen, um dem Vizegouverneur Vorschläge zu unterbreiten. Posthume Nominationen sind nicht gestattet, allerdings kann eine verstorbene Person aufgenommen werden, wenn ihr Name zuvor dem Beirat vorgeschlagen worden ist. Der Vizegouverneur, der von Amts wegen Mitglied und Kanzler des Ordensrates ist, gibt die Ernennung mit einer Weisung bekannt, die mit dem Großen Siegel der Provinz besiegelt wird. Die neuen Ordensmitglieder haben danach das Recht, ihrem Namen das Kürzel OBC anzuhängen.
→ Liste der Träger des Order of British Columbia

## Insignien
Nach der Aufnahme in den Orden erhalten die Mitglieder in einer Zeremonie im Government House in Victoria die Insignien des Ordens überreicht. Das Hauptemblem des Ordens ist ein Goldmedaillon in Form einer stilisierten Hartriegelblüte, der offiziellen Blume der Provinz. Die Bildseite besteht aus weißem Email mit goldener Einfassung und zeigt in der Mitte den Wappenschild des Wappens von British Columbia, umgeben von der Edwardskrone als Symbol der Rolle des kanadischen Monarchen als Quell der Ehre. Das Band besteht aus vertikalen Streifen in Grün, Weiß, Blau und Gold, was den Farben des Provinzwappens entspricht. Männer tragen den Orden am Kragen am Ende des Bandes angehängt, Frauen tragen ihn an einer Schleife an der linken Brust. Für weniger formelle Anlässe erhalten die Mitglieder eine Anstecknadel.